# That's So Raven Too!
That's So Raven Too! este cel de-al doilea album de coloană sonoră din serialul original Disney Channel, That’s So Raven. Coloana sonoră a debutat și a atins locul 44 pe Billboard 200 vânzând 22.600 de exemplare în prima sa săptămână. De atunci, coloana sonoră a vândut 200.000 de exemplare (din 2007). Coloana sonoră include single-ul „Some Call it Magic” de Raven-Symoné. Albumul include, de asemenea, melodii ale altor artiști precum Jesse McCartney, B5, Everlife, Anneliese van der Pol, Orlando Brown, Aretha Franklin și Aly & AJ. 

## Listă piese
| Nr. | Titlu                             | Artist                                             | Lungime |  |
| 1.  | „Some Call It Magic”              | Raven-Symoné                                       | 03:09   |  |
| 2.  | „Friends”                         | Raven-Symoné și Anneliese van der Pol              | 03:17   |  |
| 3.  | „Little By Little”                | Raven-Symoné și Orlando Brown                      | 03:26   |  |
| 4.  | „Jump In”                         | Raven-Symoné                                       | 03:52   |  |
| 5.  | „She's No You” (Remix)            | Jesse McCartney                                    | 03:08   |  |
| 6.  | „Walking on Sunshine”             | Aly & AJ                                           | 03:56   |  |
| 7.  | „Let's Groove”                    | B5                                                 | 03:36   |  |
| 8.  | „Let's Stick Together”            | Raven-Symoné, Anneliese van der Pol și Kyle Massey | 03:27   |  |
| 9.  | „A Day in the Sun”                | Anneliese van der Pol                              | 03:31   |  |
| 10. | „I Can See Clearly Now”           | Everlife                                           | 03:13   |  |
| 11. | „Will It Go Round in Circles”     | Orlando Brown                                      | 03:07   |  |
| 12. | „This Is My Time” (Remix)         | Raven-Symoné                                       | 03:42   |  |
| 13. | „Respect”                         | Aretha Franklin                                    | 02:24   |  |
| 14. | „Supernatural” (Too! Mix)         | Raven-Symoné                                       | 02:46   |  |
| 15. | „Some Call It Magic” (B.F.F. Mix) | Raven-Symoné                                       | 03:00   |  |

| Piese bonus iTunes |                            |                               |         |  |
| Nr.                | Titlu                      | Recording Artist(s)           | Lungime |  |
| 16.                | „Little By Little” (Remix) | Raven-Symoné și Orlando Brown | 03:26   |  |

## Clasamente
| Chart                          | Poziție vârf | Vânzări                     |
| ------------------------------ | ------------ | --------------------------- |
| U.S. Billboard 200             | 44           | 200,000+ (din aprilie 2007) |
| U.S. Billboard Top Kid Audio   | 3            | 200,000+ (din aprilie 2007) |
| U.S. Billboard Top Soundtracks | 4            | 200,000+ (din aprilie 2007) |